# Bundesstraße 67
Pour les articles homonymes, voir B67 et Route 67.
La Bundesstraße 67 (abrégé en B 67) est une Bundesstraße reliant la frontière néerlandaise, près de Weeze, à Reken.

## Localités traversées
- Weeze
- Goch
- Kalkar
- Rees
- Bocholt
- Rhede
- Borken
- Reken